# Eusebia (cràter)
Eusebia és un cràter amb coordenades planetocèntriques de -39.74 ° de latitud nord i 357.86 ° de longitud est, sobre la superfície de l'asteroide del cinturó principal (4) Vesta. Fa 23.44 de diàmetre. El nom adoptat com a oficial per la UAI el 28 de febrer de 2012. fa referència a Eusèbia, una noble romana segona esposa de l'emperador Constanci II,